# Ronald Kolf
Ronald "Ro" Kolf (nacido el 5 de junio de 1939), es un exfutbolista y entrenador surinamés. Es uno de lo entrenadores más laureados de su país ya que ganó 15 títulos de Primera División de Surinam.

## Trayectoria como jugador
Kolf jugó en las divisiones infantiles del SV Robinhood a la edad de 9 años. Después de jugar para varios equipos, Kolf fue llevado al SV Robinhood en 1958. Discrepancias con la dirección técnica del club lo obligaron a cambiar de aires, optando por el SV Transvaal en 1962. Después de permanecer ahí durante tres temporadas, se trasladó a la ciudad de Moengo (donde también se formó como profesor) quedándose allá dos años antes de regresar a Paramaribo y jugando una temporada suplementaria en el SV Transvaal.

## Trayectoria como entrenador

### Clubes
Al terminar su carrera de jugador se le confió las divisiones menores del SV Transvaal y fue campeón juvenil invicto. Fue promovido a entrenador del primer equipo siendo bicampeón de Primera división en 1967 y 1968. En 1969 pasó a ser entrenador del SV Robinhood, club que dirigió hasta 2003 y donde se consagró al obtener 13 campeonatos de Primera división. También obtuvo el subcampeonato en la Copa de Campeones de la Concacaf en cinco oportunidades: 1972, 1976, 1977, 1982 y 1983.

### Selección de Surinam
"Ro" Kolf fue asistente del seleccionador Walther Braithwaite durante las eliminatorias al Mundial de 1978. Ambos llevaron a Surinam a la ronda final después de eliminar a Trinidad y Tobago. Sin embargo no evitaron que Surinam se ubicara en el último lugar del hexagonal final.
En 2000-01 llegó a tomar las riendas de la selección que guio en las primeras rondas de clasificación al Mundial de 2002 antes de ser eliminada por Cuba. Empero logró clasificar a los Suriboys a la fase final de la Copa del Caribe 2001.

### Otras actividades
Entre otras actividades ligadas a su carrera de entrenador, Ronald Kolf estudió 3 meses en México (en 1976). Obtuvo el diploma de "Instructor FIFA" en Trinidad y Tobago donde fue destacado como "estudiante sobresaliente". En 1982 fue nombrado Presidente del Comité Técnico de la CFU y miembro del comité técnico de la CONCACAF. Actualmente es director de selecciones de Surinam.

## Palmarés como entrenador

### Campeonatos nacionales
| Título          | Club         | País    | Año  |
| --------------- | ------------ | ------- | ---- |
| SVB Hoofdklasse | SV Transvaal | Surinam | 1967 |
| SVB Hoofdklasse | SV Transvaal | Surinam | 1968 |
| SVB Hoofdklasse | SV Robinhood | Surinam | 1971 |
| SVB Hoofdklasse | SV Robinhood | Surinam | 1975 |
| SVB Hoofdklasse | SV Robinhood | Surinam | 1976 |
| SVB Hoofdklasse | SV Robinhood | Surinam | 1979 |
| SVB Hoofdklasse | SV Robinhood | Surinam | 1980 |
| SVB Hoofdklasse | SV Robinhood | Surinam | 1981 |
| SVB Hoofdklasse | SV Robinhood | Surinam | 1983 |
| SVB Hoofdklasse | SV Robinhood | Surinam | 1984 |
| SVB Hoofdklasse | SV Robinhood | Surinam | 1985 |
| SVB Hoofdklasse | SV Robinhood | Surinam | 1986 |
| SVB Hoofdklasse | SV Robinhood | Surinam | 1987 |
| SVB Hoofdklasse | SV Robinhood | Surinam | 1988 |
| SVB Hoofdklasse | SV Robinhood | Surinam | 1989 |